# Descenso Internacional del Sella
El Descenso Internacional del Sella, conocido popularmente como Las Piraguas (Les Piragües en asturiano), se celebra el primer sábado de agosto posterior al día 2 de dicho mes entre las localidades asturianas de Arriondas y Ribadesella, con un recorrido de 20 km a lo largo del río Sella.
La prueba está organizada por la Federación Española de Piragüismo y, mediante delegación, por el Comité Organizador del Descenso Internacional del Sella y la Federación de Piragüismo del Principado de Asturias. Está declarada Fiesta de Interés Turístico Internacional desde 1980.

## Historia
En 1929, Dionisio de la Huerta, Alfonso Argüelles, el Dr. Benigno Morán y Manés Fernández realizaron una excursión por el río Piloña desde Coya hasta Infiesto recorriendo cinco kilómetros y empleando dos horas y media. Esta excursión de unos amigos fue el germen del actual Descenso del Sella y de la Fiesta de las Piraguas.
Los dos años siguientes se celebraron lo que más tarde serían las dos primeras ediciones de esta prueba en las que Dionisio de la Huerta, Manés Fernández y Alfonso Argüelles realizaron el descenso desde Coya hasta Arriondas en 1930 y hasta Ribadesella en 1931.
Al año siguiente, 1932, se fijaron la salida y meta definitivas en Arriondas y Ribadesella y se realizó la primera edición de carácter competitivo con trece palistas provenientes de Oviedo, Gijón, Infiesto y Ribadesella y teniendo el carácter de Descenso Provincial. En 1935 llegarían las primeras inscripciones de palistas no asturianos en el Descenso Nacional del Sella.
La guerra civil española supuso un paréntesis entre 1936 y 1943 para la prueba, pero en 1951 se inscribirían ya los primeros participantes europeos en el ya Descenso Internacional provenientes de Italia y Portugal.
En el descenso de 1994 tomaron la salida más de 1400 embarcaciones en las riberas del río en Arriondas en la que, hoy por hoy, es una de las citas más importantes del piragüismo en maratón.

## Competición
Los participantes pueden ser palistas españoles y extranjeros que están en posesión de la licencia de competición del año en curso con un mínimo de antigüedad de 60 días.
La salida se realiza a las 12, siendo la misma de «tipo Sella», es decir, con los participantes y sus embarcaciones fuera del agua en las posiciones asignadas. Las palas de los participantes quedan, entonces, bloqueadas dentro de una estructura metálica que las libera en el momento en que el semáforo cambie de rojo a verde, y tras los versos que compuso Dionisio de la Huerta.
La llegada está situada bajo el puente de Ribadesella (43°27′42″N 5°3′42″O / 43.46167, -5.06167), a 20 km de la salida y para cadetes, centenarios (la condición de esta categoría es que la suma de las edades de los palistas de la embarcación supere los 100 años), mixtas y RR bajo el puente del ferrocarril de San Román (Llovio) (43°25′54″N 5°3′48″O / 43.43167, -5.06333) a unos 15 km de la salida. El cierre de control se realiza 30 minutos después de la llegada de la primera embarcación de cada categoría y clase.
El cántabro Julio Martínez, con once triunfos absolutos, nueve de ellos consecutivos entre 1998 y 2006, es el piragüista con más victorias en la prueba absoluta. En 2008 junto a Javier Hernanz batió el record obstentado desde 1998 por los australianos John Jacoby y Ramon Andersson. En 2009 volvió a rebajar el record absoluto junto a Miguel Fernández Castañón, con un tiempo de 1 hora 1 minuto y 14 segundos, siendo éste vigente a dia de hoy. 
Con cinco victorias le siguen el danés Steen Lund Hansen en los años sesenta y los españoles Walter Bouzán y Álvaro Fernández, vencedores de ocho ediciones consecutivas entre 2010 y 2017; en tercer lugar, con cuatro triunfos están el vasco Rafael Quevedo Torrientes entre 1998 y 2001, y el zamorano Emilio Merchán de 2003 a 2006. En categoría femenina, el récord absoluto lo ostenta la palentina Mara Santos, quien ha vencido en veintidós ediciones del descenso.

## Categorías
- Cadetes (llegada en Llovio)
- Júnior
- Sub-23
- Sénior
- Veteranos
- Centenarios (la edad de la tripulación sumada será de al menos 100 años; llegada en Llovio)

Divididos en hombres, damas (sénior, júnior y cadetes) y mixtas (estas últimas con llegada en Llovio o Ribadesella, se puede elegir la meta, y clasificación única).
También existe una carrera de menor recorrido (1,5 o 3,5 km) para los más pequeños, denominada Mini Sella organizada por el Club Piragüismo El Sella.

## Modalidades
- K1
- K2
- C1
- C2
- RR (kayak de aguas bravas sin timón; llegada en Llovio y clasificación única)

## Palmarés por edición

### Excursiones
| Edición | Año  | Ganadores                                                   | Localidad | Tiempo   |
| ------- | ---- | ----------------------------------------------------------- | --------- | -------- |
| I       | 1930 | Manés Fernández - Alfonso Argüelles - Dionisio de la Huerta | Infiesto  | 7 horas  |
| II      | 1931 | Manés Fernández - Alfonso Argüelles - Dionisio de la Huerta | Infiesto  | 12 horas |

### Descensos provinciales
| Edición | Año  | Ganadores                         | Municipio   | Tiempo       |
| ------- | ---- | --------------------------------- | ----------- | ------------ |
| III     | 1932 | César Sánchez Llano - Antón Durán | Ribadesella | 1h 53min 00s |
| IV      | 1934 | César Sánchez Llano - Antón Durán | Ribadesella | 1h 56min 00s |
| V       | 1935 | Vicente Suárez                    | Gijón       | 1h 44min 00s |

### Descensos nacionales
| Edición                                                               | Año  | Ganadores                           | Origen      | Tiempo       |
| --------------------------------------------------------------------- | ---- | ----------------------------------- | ----------- | ------------ |
| VI                                                                    | 1935 | A. Caviedes, Promontorio            | Cantabria   | N/A          |
| desde 1936 hasta 1943 no se celebró debido a la Guerra civil española |      |                                     |             |              |
| VII                                                                   | 1944 | Armando Menéndez - Melchor Palacios | Gijón       | N/A          |
| VIII                                                                  | 1945 | Armando Menéndez - Juan Palacios    | Gijón       | 2h 15min 00s |
| IX                                                                    | 1946 | Armando Menéndez - Juan Palacios    | Gijón       | 2h 15min 00s |
| X                                                                     | 1947 | Chus Villar - Manuel González       | Ribadesella | 2h 02min 00s |
| XI                                                                    | 1948 | Chus Villar - Nacho Pidal           | Ribadesella | 1h 57min 00s |
| XII                                                                   | 1949 | Antonio Cuesta - Leandro Cuesta     | Ribadesella | 2h 02min 53s |
| XIV                                                                   | 1950 | Arturo Castro - Daniel Rodríguez    | Gijón       | 1h 59min 42s |

### Descensos internacionales prueba masculina K-2
| Edición | Año  | Ganadores                                               | País              | Tiempo       |
| ------- | ---- | ------------------------------------------------------- | ----------------- | ------------ |
| XV      | 1951 | Arturo Castro - Ramón Prieto                            | España            | 1h 45min 27s |
| XVI     | 1952 | Luciano Albera - A. Prezerutti                          | Italia            | 1h 43min 32s |
| XVII    | 1953 | Germain Van der Morre - Franz Braeckmeyer               | Bélgica           | 1h 45min 11s |
| XVIII   | 1954 | Antonio Cuesta - Maximino Cuesta                        | España            | 1h 40min 55s |
| XIX     | 1955 | José Montes - José Ramón Peláez                         | España            | 1h 44min 26s |
| XX      | 1956 | Roberto de Waele - Toto Meersman                        | Bélgica           | 1h 35min 40s |
| XXI     | 1957 | Roberto de Waele - J. Franz                             | Bélgica           | 1h 35min 40s |
| XXII    | 1958 | Lars-Igne Lindqvist - Rolf Lundström                    | Suecia            | 1h 31min 05s |
| XXIII   | 1959 | Juan Manuel Feliz - José Gutiérrez                      | España            | 1h 30min 00s |
| XXIV    | 1960 | Vicente Marco - Carlos Gracia                           | España            | 1h 23min 44s |
| XXV     | 1961 | Steen Lund Hansen - S. Jörgenssen                       | Dinamarca         | 1h 24min 44s |
| XXVI    | 1962 | Joaquín Tuya - Luis García Blanco                       | España            | 1h 27min 51s |
| XVII    | 1963 | Bengt Lingfors - Bengt Winblandh                        | Suecia            | 1h 23min 06s |
| XXVIII  | 1964 | Steen Lund Hansen - Jörgen Wrønding Andersen            | Dinamarca         | 1h 29min 12s |
| XXIX    | 1965 | Steen Lund Hansen - Niels Erik Crone                    | Dinamarca         | 1h 23min 10s |
| XXX     | 1966 | Steen Lund Hansen - Jörgen Wrønding Andersen            | Dinamarca         | 1h 25min 45s |
| XXXI    | 1967 | Pedro Cuesta - José Perurena                            | España            | 1h 18min 55s |
| XXXII   | 1968 | Juan Manuel Feliz - José Gutiérrez                      | España            | 1h 20min 32s |
| XXXIII  | 1969 | Paul Chalupsky - Kelvin Culverwell                      | Sudáfrica         | 1h 25min 23s |
| XXXIV   | 1970 | Steen Lund Hansen - Fleming Andersen                    | Dinamarca         | 1h 23min 02s |
| XXXV    | 1971 | S. Jörgenssen - Hans Pape                               | Dinamarca         | 1h 19min 22s |
| XXXVI   | 1972 | Luis A. Pérez - Jorge Díaz                              | España            | 1h 20min 19s |
| XXXVII  | 1973 | José M. Esteban Celorrio - Javier Sanz                  | España            | 1h 18min 24s |
| XXXVIII | 1974 | Luis A. Pérez - José Luis García                        | España            | 1h 24min 04s |
| XXXIX   | 1975 | Alberto Campos - José A. Fernández                      | España            | 1h 19min 10s |
| XL      | 1976 | José M. Esteban Celorrio - Herminio Menéndez            | España            | 1h 19min 39s |
| XLI     | 1977 | Luis Ramos Misioné - José Ramón López Díaz-Flor         | España            | 1h 10min 50s |
| XLII    | 1978 | Jerome Truran - Matt Carlisle                           | Reino Unido       | 1h 17min 09s |
| XLIII   | 1979 | Pedro Campo - Enrique López                             | España            | 1h 15min 54s |
| XLIV    | 1980 | Jerome Truran - Chris Greeff                            | Reino Unido       | 1h 14min 50s |
| XLV     | 1981 | Herminio Menéndez - Luis Ramos Misioné                  | España            | 1h 12min 48s |
| XLVI    | 1982 | Pedro Alegre - Enrique López                            | España            | 1h 11min 30s |
| XLVII   | 1983 | Pedro Alegre - Miguel Ángel Varela                      | España            | 1h 14min 53s |
| XLVIII  | 1984 | Maximino Llamedo - Emilio Llamedo                       | España            | 1h 12min 28s |
| XLIX    | 1985 | Luis Ramos Misioné - Ángel Villar                       | España            | 1h 17min 12s |
| L       | 1986 | Oscar Chalupsky - Herman Chalupsky                      | Alemania          | 1h 17min 10s |
| LI      | 1987 | Antonio Soto - Rafael Hernanz                           | España            | 1h 16min 10s |
| LII     | 1988 | John Jacoby - Ramon Andersson                           | Australia         | 1h 06min 36s |
| LIII    | 1989 | Antonio Soto - Rafael Hernanz                           | España            | 1h 16min 46s |
| LIV     | 1990 | Juan José Román - J. Toribio Fernández                  | España            | 1h 17min 57s |
| LV      | 1991 | Neil Evens - Mark Perrow                                | Suiza             | 1h 13min 34s |
| LVI     | 1992 | Jesús Martínez Villaverde - Roberto Martínez Villaverde | España            | 1h 11min 33s |
| LVII    | 1993 | Antonio Soto - José Ramón González                      | España            | 1h 11min 17s |
| LVIII   | 1994 | Luis Medrano - Juan Carlos Villalobos                   | España            | 1h 13min 30s |
| LIX     | 1995 | Jose Silva - João Gomes                                 | Portugal          | 1h 12min 56s |
| LX      | 1996 | Ramón Cerra - Alberto Llera                             | España            | 1h 09min 28s |
| LXI     | 1997 | Daniel Conradie - Moray Wilson                          | Sudáfrica         | 1h 10min 36s |
| LXII    | 1998 | Julio Martínez - Rafael Quevedo                         | España            | 1h 13min 14s |
| LXIII   | 1999 | Julio Martínez - Rafael Quevedo                         | España            | 1h 08min 38s |
| LXIV    | 2000 | Julio Martínez - Rafael Quevedo                         | España            | 1h 08min 38s |
| LXV     | 2001 | Julio Martínez - Rafael Quevedo                         | España            | 1h 10min 16s |
| LXVI    | 2002 | Julio Martínez - Manuel Busto                           | España            | 1h 09min 04s |
| LXVII   | 2003 | Julio Martínez - Emilio Merchán                         | España            | 1h 09min 47s |
| LXVIII  | 2004 | Julio Martínez - Emilio Merchán                         | España            | 1h 08min 23s |
| LXIX    | 2005 | Julio Martínez - Emilio Merchán                         | España            | 1h 08min 27s |
| LXX     | 2006 | Julio Martínez - Emilio Merchán                         | España            | 1h 08min 10s |
| LXXI    | 2007 | Jorge Alonso - Santiago Guerrero                        | España            | 1h 09min 46s |
| LXXII   | 2008 | Julio Martínez - Javier Hernanz                         | España            | 1h 06min 15s |
| LXXIII  | 2009 | Julio Martínez - Miguel F. Castañón                     | España            | 1h 01min 14s |
| LXXIV   | 2010 | Walter Bouzán - Álvaro Fernández Fiuza                  | España            | 1h 07min 08s |
| LXXV    | 2011 | Walter Bouzán - Álvaro Fernández Fiuza                  | España            | 1h 05min 08s |
| LXXVI   | 2012 | Walter Bouzán - Álvaro Fernández Fiuza                  | España            | 1h 09min 12s |
| LXXVII  | 2013 | Walter Bouzán - Álvaro Fernández Fiuza                  | España            | 1h 06min 26s |
| LXXVIII | 2014 | Walter Bouzán - Álvaro Fernández Fiuza                  | España            | 1h 06min 43s |
| LXXIX   | 2015 | Walter Bouzán - Álvaro Fernández Fiuza                  | España            | 1h 07min 20s |
| LXXX    | 2016 | Walter Bouzán - Álvaro Fernández Fiuza                  | España            | 1h 07min 43s |
| LXXXI   | 2017 | Walter Bouzán - Álvaro Fernández Fiuza                  | España            | 1h 07min 13s |
| LXXXII  | 2018 | Milín Llamedo - Pedro Vázquez                           | España            | 1h 06min 29s |
| LXXXIII | 2019 | Miguel F. Castañón - José Julián Becerro                | España            | 1h 07min 47s |
| —       | 2020 | edición cancelada                                       | edición cancelada |              |
| —       | 2021 | edición cancelada                                       | edición cancelada |              |
| LXXXIV  | 2022 | Quentin Urban - Jeremy Candy                            | Francia           | 1h 07min 45s |
| LXXXV   | 2023 | Quentin Urban - Jeremy Candy                            | Francia           | 1h 07min 53s |
| LXXXVI  | 2024 | Quentin Urban - Jeremy Candy                            | Francia           | 1h 08min 35s |
| LXXXVII | 2025 | Walter Bouzán - Bertín Llera                            | España            | 1h 10min 00s |

En cursiva récords sucesivos de la prueba.
En negrita récord absoluto.

### Descensos internacionales prueba femenina K-2
| Edición | Año  | Ganadoras                              | País              |
| ------- | ---- | -------------------------------------- | ----------------- |
| XXIX    | 1965 | Conchita Hernández - Mª Carmen Bernard | España            |
| XXX     | 1966 | Conchita Hernández - Mª Carmen Bernard | España            |
| XXXI    | 1967 | L. Bosher - A. Huskinson               | Reino Unido       |
| XXXII   | 1968 | Desconocidas                           | —                 |
| XXXIII  | 1969 | Mercedes Osa - Pilar Osa               | España            |
| XXXIV   | 1970 | Desconocidas                           | —                 |
| XXXV    | 1971 | Margarita Hervés - Margarita Suárez    | España            |
| XXXVI   | 1972 | Maria Luisa Osa - Pilar Gallego        | España            |
| XXXVII  | 1973 | Mercedes Osa - Pilar Osa               | España            |
| XXXVIII | 1974 | Mercedes Osa - Pilar Osa               | España            |
| XXXIX   | 1975 | Lucy Perrett - H. Movery               | Reino Unido       |
| XL      | 1976 | K. Nadal - Money                       | Reino Unido       |
| XLI     | 1977 | K. Nadal - Money                       | Reino Unido       |
| XLII    | 1978 | Margarita Suárez - Mª Mar García       | España            |
| XLIII   | 1979 | K. Nadal - G. Glough                   | Reino Unido       |
| XLIV    | 1980 | S. Klein - Turner                      | Estados Unidos    |
| XLV     | 1981 | Clapham - Lucas                        | Reino Unido       |
| XLVI    | 1982 | Lucy Perrett - Susie Perrett           | Reino Unido       |
| XLVII   | 1983 | Lourdes Van Koningsloo - Paloma Cinto  | España            |
| XLVIII  | 1984 | K. Spencer - S. Freeman                | Reino Unido       |
| XLIX    | 1985 | Cristina Roche - Concepción Jarque     | España            |
| L       | 1986 | Cristina Roche - Concepción Jarque     | España            |
| LI      | 1987 | Irene Garralda - Maite Diéguez         | España            |
| LII     | 1988 | Irene Garralda - Cristina Roche        | España            |
| LIII    | 1989 | Cruz Cesteros - Pilar del Villar       | España            |
| LIV     | 1990 | Barbara Przybylska - A. Gryka          | Polonia           |
| LV      | 1991 | S. Bain - I. Parson                    | Reino Unido       |
| LVI     | 1992 | Ursula Profanter - Heide Gferer        | Austria           |
| LVII    | 1993 | Cruz Cesteros - Remedios Rial          | España            |
| LVIII   | 1994 | Cruz Cesteros - Pura García            | España            |
| LIX     | 1995 | Almudena Ávila - Mariam Viña           | España            |
| LX      | 1996 | Mauina Abad - Ana Laguardiel           | España            |
| LXI     | 1997 | Almudena Ávila - Victoria Morozaba     | España            |
| LXII    | 1998 | Almudena Ávila - Victoria Morozaba     | España            |
| LXIII   | 1999 | Almudena Ávila - Victoria Morozaba     | España            |
| LXIV    | 2000 | Zsuzsanna Giczy - Bea Turi             | Hungría           |
| LXV     | 2001 | Laura Valdés - Maria Blanco            | España            |
| LXVI    | 2002 | Olatz Alkarta - Naiara Gómez           | España            |
| LXVII   | 2003 | Olena Shaparenko - Elena Costa         | España            |
| LXVIII  | 2004 | Kim Rew - Nicola Mocke                 | Sudáfrica         |
| LXIX    | 2005 | Amaia Osaba - Naiara Gómez             | España            |
| LXX     | 2006 | María Pérez Piñeiro - Naiara Gómez     | España            |
| LXXI    | 2007 | María Pérez Piñeiro - Naiara Gómez     | España            |
| LXXII   | 2008 | María Pérez Piñeiro - Naiara Gómez     | España            |
| LXXIII  | 2009 | María Pérez Piñeiro - Mara Santos      | España            |
| LXXIV   | 2010 | María Pérez Piñeiro - Naiara Gómez     | España            |
| LXXV    | 2011 | María Pérez Piñeiro - Naiara Gómez     | España            |
| LXXVI   | 2012 | María Isabel García - Mara Santos      | España            |
| LXXVII  | 2013 | Amaia Osaba - Lucía Arquero            | España            |
| LXXVIII | 2014 | Abby Adie - Laura O'Donoghue           | Sudáfrica         |
| LXXIX   | 2015 | Amaia Osaba - Lucía Arquero            | España            |
| LXXX    | 2016 | Olatz Zabala - Aurora Figueras         | España            |
| LXXXI   | 2017 | Amaia Osaba - Tania Álvarez            | España            |
| LXXXII  | 2018 | María Pérez Piñeiro - Naiara Gómez     | España            |
| LXXXIII | 2019 | Amaia Osaba - Eva Barrios Marcos       | España            |
| —       | 2020 | edición cancelada                      | edición cancelada |
| —       | 2021 | edición cancelada                      | edición cancelada |
| LXXXIV  | 2022 | Amaia Osaba - Eva Barrios Marcos       | España            |
| LXXXV   | 2023 | Tania Álvarez - Tania Fernández        | España            |
| LXXXVI  | 2024 | Irati Osa - Arantza Toledo             | España            |
| LXXXVII | 2025 | Tania Álvarez - Tania Fernández        | España            |

### Descensos internacionales prueba masculina K-1
| Edición | Año  | Ganador                                    | País              |
| ------- | ---- | ------------------------------------------ | ----------------- |
| XV      | 1951 | Antonio Cuesta                             | España            |
| XVI     | 1952 | Lech                                       | Alemania          |
| XVII    | 1953 | Leandro Cuesta                             | España            |
| XVIII   | 1954 | J. Vergnol                                 | Francia           |
| XIX     | 1955 | Leandro Cuesta                             | España            |
| XX      | 1956 | Fausto G. Dory                             | España            |
| XXI     | 1957 | Leandro Cuesta                             | España            |
| XXII    | 1958 | André Conrady                              | Luxemburgo        |
| XXIII   | 1959 | Jörgen Samson                              | Dinamarca         |
| XXIV    | 1960 | André Conrady                              | Luxemburgo        |
| XXV     | 1961 | Rudy Grümberg                              | Alemania          |
| XXVI    | 1962 | Rudy Grümberg                              | Alemania          |
| XVII    | 1963 | André Conrady                              | Luxemburgo        |
| XXVIII  | 1964 | Karl Leitner                               | Austria           |
| XXIX    | 1965 | Charles Evans                              | Reino Unido       |
| XXX     | 1966 | Charles Evans                              | Reino Unido       |
| XXXI    | 1967 | Mercurio Martínez                          | España            |
| XXXII   | 1968 | Charles Evans                              | Reino Unido       |
| XXXIII  | 1969 | Joaquín Larroya                            | España            |
| XXXIV   | 1970 | José Ramón Alvárez                         | España            |
| XXXV    | 1971 | José Luis García                           | España            |
| XXXVI   | 1972 | J. Tilford                                 | Reino Unido       |
| XXXVII  | 1973 | Luis Ramos Misioné                         | España            |
| XXXVIII | 1974 | S. Brown                                   | Reino Unido       |
| XXXIX   | 1975 | John Fowler                                | Reino Unido       |
| XL      | 1976 | Tim Cornish                                | Reino Unido       |
| XLI     | 1977 | Herminio Menéndez                          | España            |
| XLII    | 1978 | Tim Cornish                                | Reino Unido       |
| XLIII   | 1979 | Tim Cornish                                | Reino Unido       |
| XLIV    | 1980 | K. Smith                                   | Reino Unido       |
| XLV     | 1981 | Chris Greeff                               | Bélgica           |
| XLVI    | 1982 | Ricardo Soto Zaragoza                      | España            |
| XLVII   | 1983 | Nick Tatham                                | Reino Unido       |
| XLVIII  | 1984 | Tim Cornish                                | Reino Unido       |
| XLIX    | 1985 | Pedro Campo                                | España            |
| L       | 1986 | Ian Pringle                                | Irlanda           |
| LI      | 1987 | Carlos Herrador                            | España            |
| LII     | 1988 | Juan Carlos Posada                         | España            |
| LIII    | 1989 | Michael Ellis                              | Reino Unido       |
| LIV     | 1990 | José Ramón González                        | España            |
| LV      | 1991 | José Ramón González                        | España            |
| LVI     | 1992 | José Ramón González                        | España            |
| LVII    | 1993 | Ramón Cerra                                | España            |
| LVIII   | 1994 | Eduardo González Alonso                    | España            |
| LIX     | 1995 | Alexandr Shaparenko                        | Ucrania           |
| LX      | 1996 | José Corral Bustabad                       | España            |
| LXI     | 1997 | Kiko Vega                                  | España            |
| LXII    | 1998 | Alberto Llera                              | España            |
| LXIII   | 1999 | Alberto Llera                              | España            |
| LXIV    | 2000 | Alberto Llera                              | España            |
| LXV     | 2001 | Manuel Busto                               | España            |
| LXVI    | 2002 | Alberto Llera                              | España            |
| LXVII   | 2003 | Walter Bouzán                              | España            |
| LXVIII  | 2004 | Anthony Scott                              | Sudáfrica         |
| LXIX    | 2005 | Kiko Vega                                  | España            |
| LXX     | 2006 | Manuel Busto                               | España            |
| LXXI    | 2007 | Kiko Vega                                  | España            |
| LXXII   | 2008 | José Julián Becerro                        | España            |
| LXXIII  | 2009 | Walter Bouzán                              | España            |
| LXXIV   | 2010 | Manuel Busto                               | España            |
| LXXV    | 2011 | Manuel Busto                               | España            |
| LXXVI   | 2012 | José Julián Becerro                        | España            |
| LXXVII  | 2013 | Kiko Vega                                  | España            |
| LXXVIII | 2014 | Manuel Busto                               | España            |
| LXXIX   | 2015 | José Ramalho                               | Portugal          |
| LXXX    | 2016 | Kiko Vega                                  | España            |
| LXXXI   | 2017 | Alberto Plaza Sagredo                      | España            |
| LXXXII  | 2018 | Borja Estomba y Guillermo Fidalgo ex aequo | España            |
| LXXXIII | 2019 | Mads Pedersen                              | Dinamarca         |
| —       | 2020 | edición cancelada                          | edición cancelada |
| —       | 2021 | edición cancelada                          | edición cancelada |
| LXXXIV  | 2022 | Javier López González                      | España            |
| LXXXV   | 2023 | Walter Bouzán                              | España            |
| LXXXVI  | 2024 | Javier Sánchez García                      | España            |
| LXXXVII | 2025 | Abel García Cimentada                      | España            |

### Descensos internacionales prueba femenina K-1
| Edición | Año  | Ganadora                   | País              |
| ------- | ---- | -------------------------- | ----------------- |
| XXVIII  | 1964 | Mª Carmen Bernard          | España            |
| XXIX    | 1965 | Sebillán                   | España            |
| XXX     | 1966 | Christine Dufour           | Francia           |
| XXXI    | 1967 | Desconocida                | —                 |
| XXXII   | 1968 | Fity                       | Francia           |
| XXXIII  | 1969 | G. Mally                   | Irlanda           |
| XXXIV   | 1970 | Mª Carmen Adell            | España            |
| XXXV    | 1971 | P. Ronshew                 | Reino Unido       |
| XXXVI   | 1972 | Margarita Hervés           | España            |
| XXXVII  | 1973 | Maria de los Llanos Marín  | España            |
| XXXVIII | 1974 | Sue Harris                 | Reino Unido       |
| XXXIX   | 1975 | Maria de los Llanos Marín  | España            |
| XL      | 1976 | Luisa Osa                  | España            |
| XLI     | 1977 | Ryan Breda                 | Irlanda           |
| XLII    | 1978 | Ana Rodríguez              | España            |
| XLIII   | 1979 | Carmel Vekins              | Irlanda           |
| XLIV    | 1980 | Di Mario                   | Estados Unidos    |
| XLV     | 1981 | Brenda Keating             | Irlanda           |
| XLVI    | 1982 | Dolores Rilo               | España            |
| XLVII   | 1983 | Marisol Martínez           | España            |
| XLVIII  | 1984 | Marisol Martínez           | España            |
| XLIX    | 1985 | Rosine Renglet             | Bélgica           |
| L       | 1986 | Mara Santos                | España            |
| LI      | 1987 | Mara Santos                | España            |
| LII     | 1988 | Mara Santos                | España            |
| LIII    | 1989 | Mara Santos                | España            |
| LIV     | 1990 | Belén Alves Magadán        | España            |
| LV      | 1991 | Mara Santos                | España            |
| LVI     | 1992 | Mara Santos                | España            |
| LVII    | 1993 | Mara Santos                | España            |
| LVIII   | 1994 | Mara Santos                | España            |
| LIX     | 1995 | Mara Santos                | España            |
| LX      | 1996 | Pilar del Villar           | España            |
| LXI     | 1997 | Maria Isabel García Suárez | España            |
| LXII    | 1998 | Beatriz Gomes              | Portugal          |
| LXIII   | 1999 | Maria Isabel García Suárez | España            |
| LXIV    | 2000 | Beatriz Gomes              | Portugal          |
| LXV     | 2001 | Beatriz Gomes              | Portugal          |
| LXVI    | 2002 | Mara Santos                | España            |
| LXVII   | 2003 | Mara Santos                | España            |
| LXVIII  | 2004 | Mara Santos                | España            |
| LXIX    | 2005 | Mara Santos                | España            |
| LXX     | 2006 | Mara Santos                | España            |
| LXXI    | 2007 | Mara Santos                | España            |
| LXXII   | 2008 | Mara Santos                | España            |
| LXXIII  | 2009 | Claudia Ferreira           | Argentina         |
| LXXIV   | 2010 | Mara Santos                | España            |
| LXXV    | 2011 | Mara Santos                | España            |
| LXXVI   | 2012 | Michele Eray               | Sudáfrica         |
| LXXVII  | 2013 | Raquel Carbajo             | España            |
| LXXVIII | 2014 | Raquel Carbajo             | España            |
| LXXIX   | 2015 | Sheila Sáez                | España            |
| LXXX    | 2016 | Jennifer Egan-Simmons      | Irlanda           |
| LXXXI   | 2017 | Tania Fernández            | España            |
| LXXXII  | 2018 | Jane Swarbreck             | Reino Unido       |
| LXXXIII | 2019 | Miriam Vega                | España            |
| —       | 2020 | edición cancelada          | edición cancelada |
| —       | 2021 | edición cancelada          | edición cancelada |
| LXXXIV  | 2022 | Irene Gana                 | España            |
| LXXXV   | 2023 | Irati Osa                  | España            |
| LXXXVI  | 2024 | Christie MacKenzie         | Sudáfrica         |
| LXXXVII | 2025 | Yaiza Novo                 | España            |

## Carteles
Son muchos los diseños de carteles que se han realizado para el gran Descenso Internacional del Sella. Los artistas implicados son de talla mundial y de gran prestigio en muchos de los casos. Cabe mencionar que los carteles del Descenso del Sella han sido símbolo de colección por personas del lugar desde hace muchísimos años. Es por ello que necesitan una mención importante dentro de un evento de tal envergadura.

## Palmarés por países

### Descenso internacional - Pruebas masculinas
| País        | Victorias K2 | Victorias K1 | Última victoria |
| ----------- | ------------ | ------------ | --------------- |
| España      | 51           | 44           | 2025            |
| Dinamarca   | 5            | 2            | 2019            |
| Francia     | 3            | 1            | 2024            |
| Bélgica     | 3            | 1            | 1981            |
| Sudáfrica   | 2            | 1            | 2004            |
| Reino Unido | 2            | 13           | 1989            |
| Suecia      | 2            | —            | 1963            |
| Alemania    | 1            | 3            | 1986            |
| Portugal    | 1            | 1            | 1995            |
| Suiza       | 1            | —            | 1991            |
| Italia      | 1            | —            | 1952            |
| Australia   | 1            | —            | 1988            |
| Luxemburgo  | —            | 3            | 1963            |
| Austria     | —            | 1            | 1964            |
| Irlanda     | —            | 1            | 1986            |
| Ucrania     | —            | 1            | 1995            |

### Descenso internacional - Pruebas femeninas
| País           | Victorias K2 | Victorias K1 | Última victoria |
| -------------- | ------------ | ------------ | --------------- |
| España         | 41           | 40           | 2025            |
| Reino Unido    | 9            | 3            | 2018            |
| Sudáfrica      | 2            | 2            | 2024            |
| Estados Unidos | 1            | 1            | 1980            |
| Polonia        | 1            | —            | 1990            |
| Austria        | 1            | —            | 1992            |
| Irlanda        | —            | 5            | 2016            |
| Portugal       | —            | 3            | 2001            |
| Francia        | —            | 2            | 1968            |
| Argentina      | —            | 1            | 2009            |
| Bélgica        | —            | 1            | 1985            |

## Curiosidades

Bandera diseñada por Dionisio de la Huerta en 1954 para el descenso del Río Sella.

Bandera utilizada en las últimas ediciones como representativa del descenso del Sella.

Como anécdota citar que uno de los vencedores de la edición de 1969, Paul Chalupsky, es el padre de los vencedores de la edición de 1986; los hermanos Oscar y Herman Chalupsky participaron con licencia alemana por las sanciones impuestas en su día a Sudáfrica por su política racial. La llegada del Descenso de 2004 se recuerda porque los vencedores Julio Martínez y Emilio Merchán portearon a un kilómetro de meta, en la Isla de la Boticaria, para ganar la competición.

### Himno del Sella
Poca gente sabe que existe un Himno del Sella, con letra compuesta por Cándido Sánchez, poeta de Pola de Siero (Asturias), el ovetense Manuel Alonso y el también poleso Falo Moro, autor, asimismo, de la música. Se recuerda en el mismo a Infiesto, capital del concejo de Piloña donde dieron comienzo las dos primeras ediciones (excursiones) de la prueba. También se hace referencia al viejo cañón con el que durante muchos años se dio la salida de la prueba, hoy convertido en monumento en la Plaza del Cañón de Arriondas. 

## Pregón
El Descenso del Sella comienza siempre con la lectura del mismo pregón. Al terminar el pregón, el público canta el himno de Asturias, y se da la salida a la competición. Los pregoneros de las ediciones más recientes han sido los siguientes:
| Año  | Lector/a del pregón                                                  |
| ---- | -------------------------------------------------------------------- |
| 2025 | Theresa Zabell                                                       |
| 2024 | Víctor Manuel                                                        |
| 2023 | Lydia Valentín                                                       |
| 2022 | Raúl Entrerríos                                                      |
| 2021 | No celebrado (pandemia de COVID-19)                                  |
| 2020 | No celebrado (pandemia de COVID-19)                                  |
| 2019 | Nacho Manzano                                                        |
| 2018 | Mara Santos                                                          |
| 2017 | Saúl Craviotto                                                       |
| 2016 | Lara Álvarez                                                         |
| 2015 | Manuel Busto                                                         |
| 2014 | José Alberto Álvarez (vicepresidente del Comité Paralímpico Español) |
| 2013 | Miguel Ángel Revilla                                                 |
| 2012 | Arturo Fernández                                                     |

## La Fiesta de las Piraguas

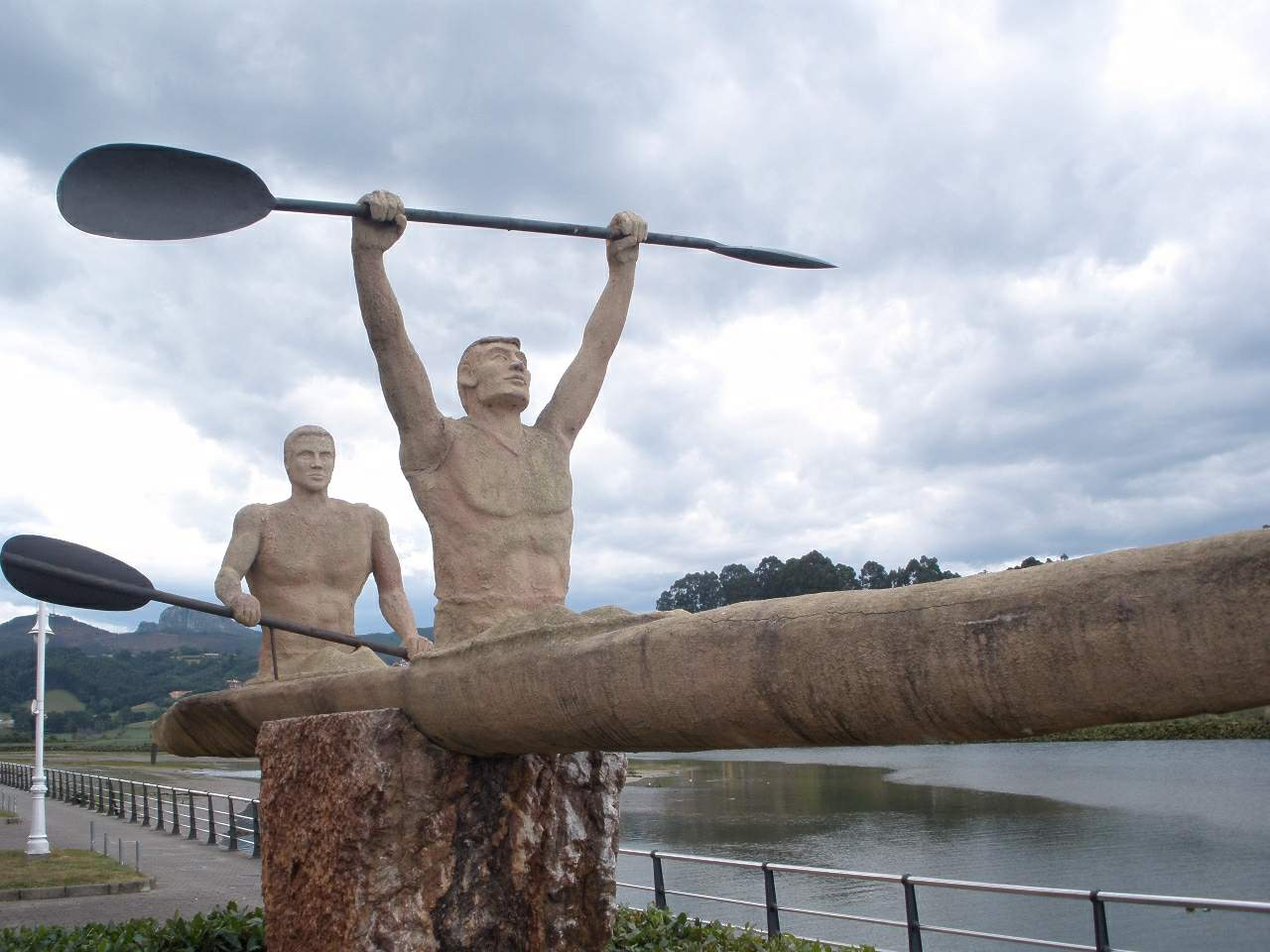
Composición escultórica representativa del Descenso del Sella en Ribadesella.

Alrededor del descenso del Sella se viene celebrando la «Fiesta de las Piraguas», declarada fiesta de Interés Turístico Internacional, el viernes noche en Arriondas y el sábado noche en Ribadesella. Estas dos ciudades quedan tomadas por los campistas y los visitantes de todas partes de España e incluso el extranjero y sus centros urbanos quedan cortados al tráfico y tomados por riadas de gente.
FEVE pone ese día a disposición de los aficionados el «Tren Fluvial» que, partiendo de Arriondas, realiza un recorrido paralelo al río por donde transcurre la carrera, con paradas en distintos puntos para poderse bajar a mirar de cerca la carrera.
Con la llegada del Tren Fluvial se inicia un particular desfile por Arriondas con vehículos engalanados y grupos folclóricos. Justo antes de la hora de la salida, se entona el Asturias, patria querida y luego el Tren Fluvial y la caravana de coches sigue el descenso por las márgenes del río.
Tras la llegada, se sirve una típica comida asturiana en los Campos de la Oba (Lloviu) compuesta de fabes y arroz con leche y se realiza la entrega de trofeos.

## Denuncia por discriminar a las mujeres
En 2017 Beatriz Manchón, tricampeona del mundo de piragüismo, denunció discriminación por ser mujer al no permitírsele participar en la máxima categoría de la competición del descenso del Sella porque el reglamento no contempla la intervención de una mujer en la categoría absoluta a pesar de que la Federación Española de Piragüismo cambió las normas en 2015 y permite participar en la categoría máxima en las pruebas del campeonato nacional. La intención de Manchón era competir en compañía de Manuel Bustos en la categoría absoluta. El reglamento interno de esta prueba deportiva establece una categoría K2 Mixta, en las que participan las piraguas tripuladas por un hombre y una mujer.  La deportista cuenta con el amparo del Instituto Asturiano de la Mujer, pero no con el del consejero de Deportes de Asturias, que niega que exista discriminación. Tampoco está respaldada por el presidente de la prueba, Juan Feliz, quien se limita a decir que hay que cumplir las normas. En 2019 la Audiencia Nacional desestimó la reclamación de Beatriz Manchón y su compañero, considerando "ajustada a derecho la decisión adoptada por el CODIS, por cuanto entendemos que no vulnera el principio de igualdad efectiva entre hombres y mujeres".